# Tavče gravče
 (janvier 2019).
Si vous disposez d'ouvrages ou d'articles de référence ou si vous connaissez des sites web de qualité traitant du thème abordé ici, merci de compléter l'article en donnant les références utiles à sa vérifiabilité et en les liant à la section « Notes et références ».

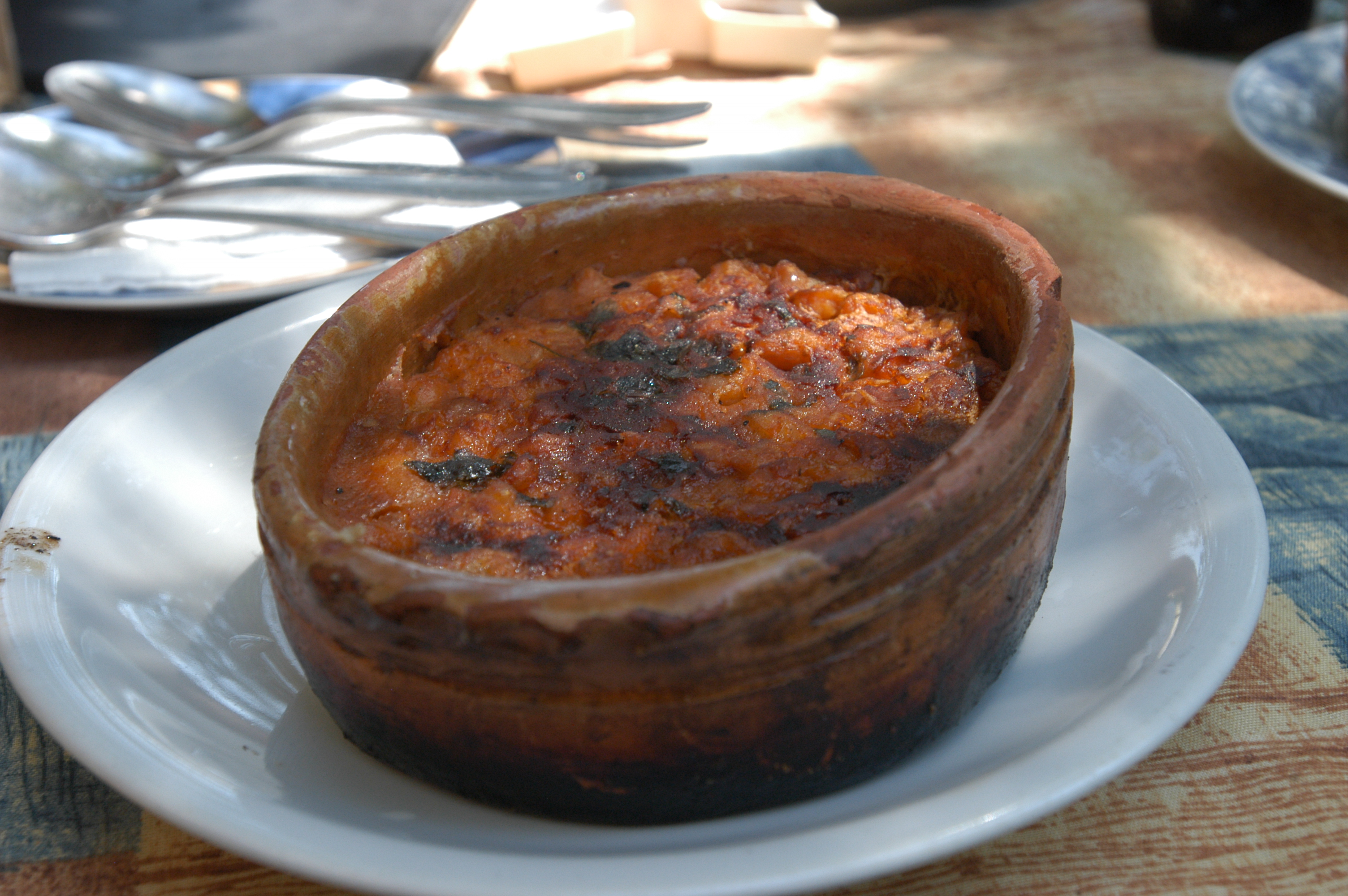
Un tavče gravče servi dans son plat traditionnel.

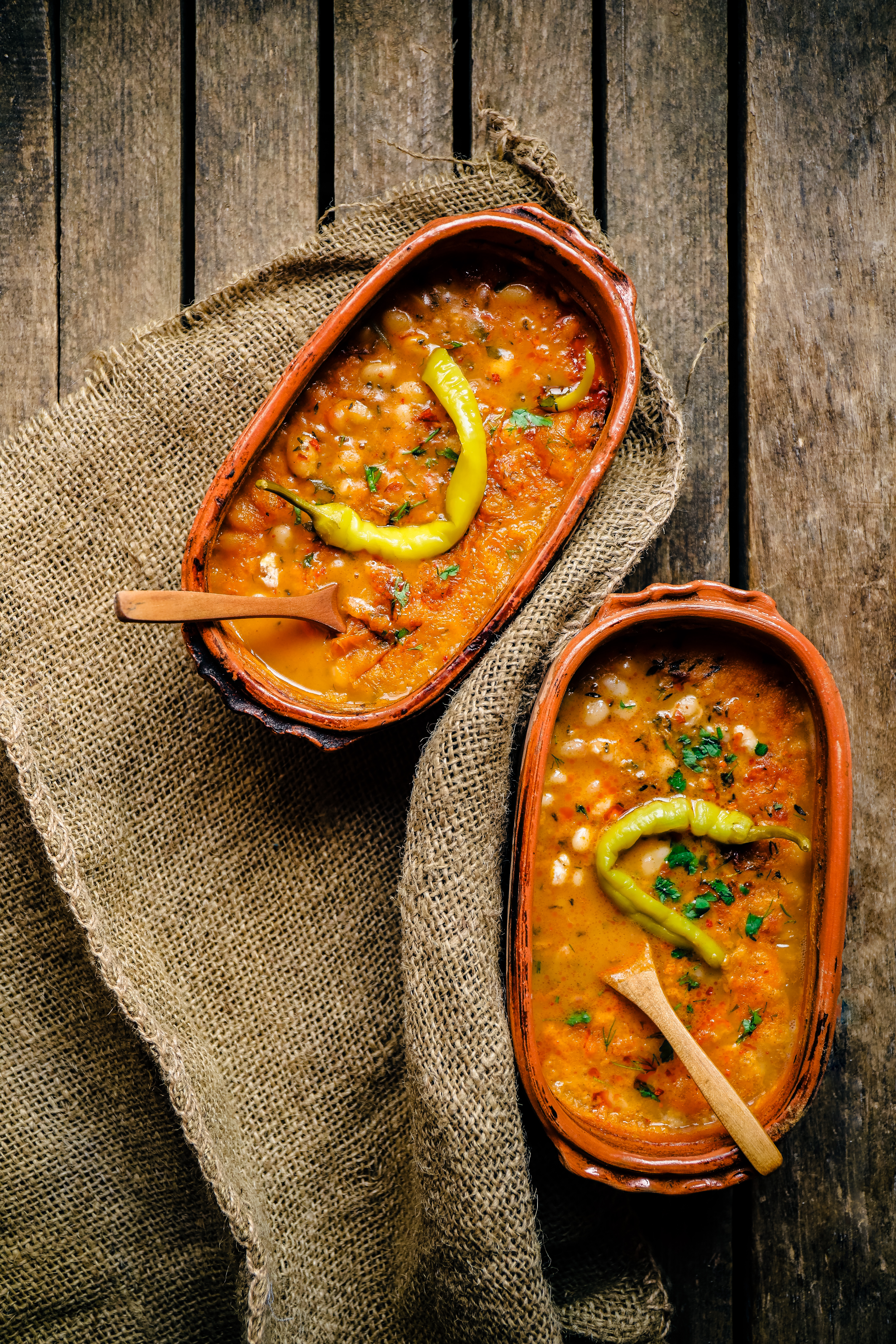
Tavče gravče servi avec des piments longs (novembre 2018).

Le tavče gravče (macédonien : Тавче гравче) ou fasoulotavas (grec moderne : Φασουλοταβάς), qui signifient tous les deux « haricots dans un poêlon », est un plat traditionnel de Macédoine. Il est fait à base de haricots frais et se trouve dans presque tous les restaurants macédoniens, qu'ils soient en Macédoine du Nord ou en Macédoine grecque. Ce plat est servi dans un récipient en terre cuite particulier et il est considéré comme le plat national de la Macédoine du Nord. Ce plat se rencontre aussi souvent d'ailleurs dans la cuisine du sud de la Serbie.

## Préparation
Les ingrédients les plus couramment utilisés sont les haricots, les oignons, l'huile, les poivrons rouges séchés, le poivre, le sel et le persil. Il existe plusieurs variantes de tavče gravče, mais elles suivent toutes quelques grandes lignes.
Les haricots sont nettoyés puis plongés dans l'eau froide jusqu'à ce qu'il ramollissent. Ils sont ensuite bouillis, leur eau est changée, les oignons et le poivre ajoutés. D'autres oignons sont grillés avec du poivre dans une poêle. Lorsque les haricots bouent à nouveau, ils sont versés dans le plat en terre cuite et mélangés aux oignons grillés. Le plat, fermé par un couvercle, est placé au four. La cuisson ne doit pas sécher les haricots.
Le tavče gravče est généralement servi avec de la viande.